# Callicebus nigrifrons
Callicebus nigrifrons là một loài động vật có vú trong họ Pitheciidae, bộ Linh trưởng. Loài này được Spix mô tả năm 1823.

## Hình ảnh

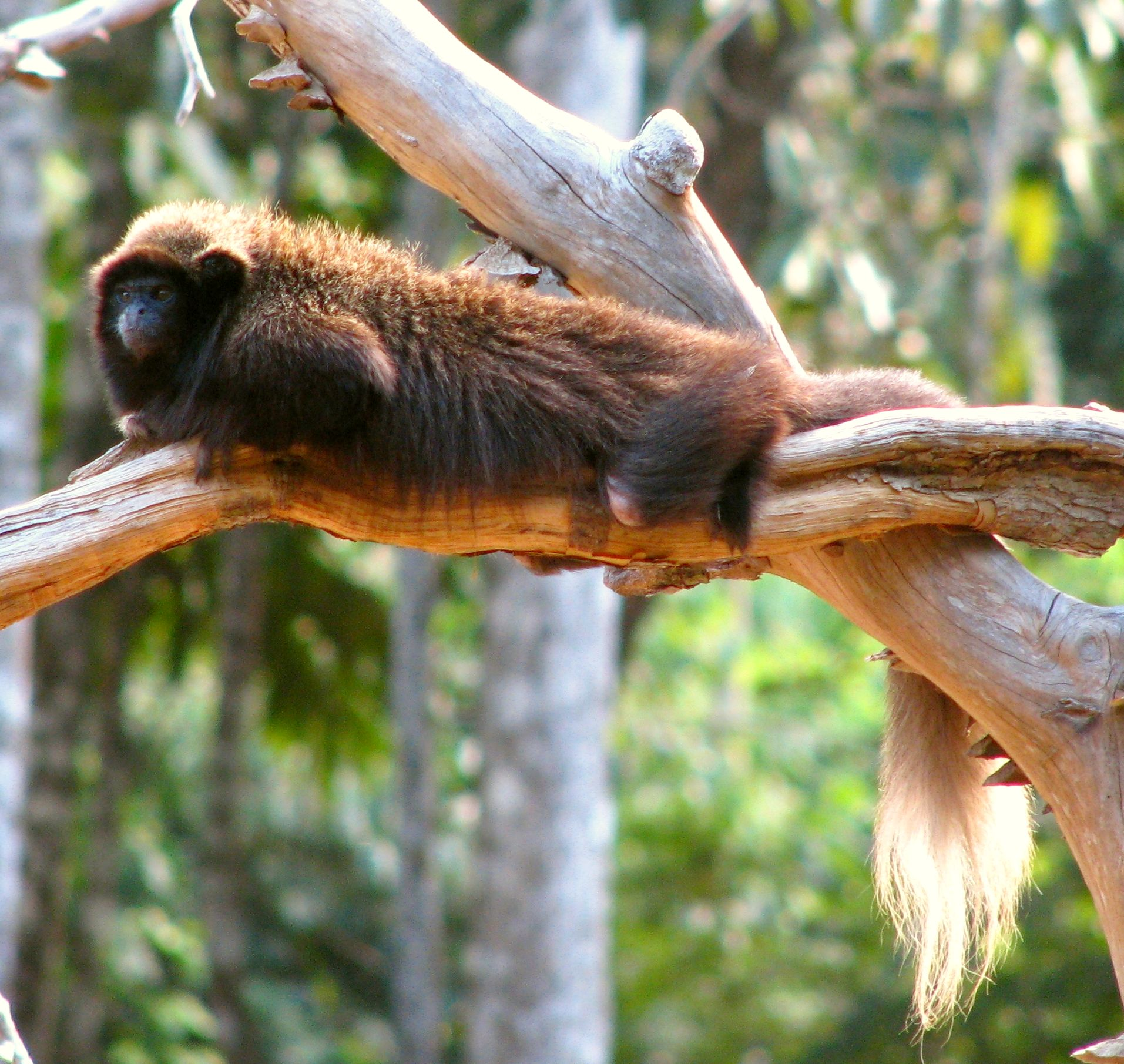
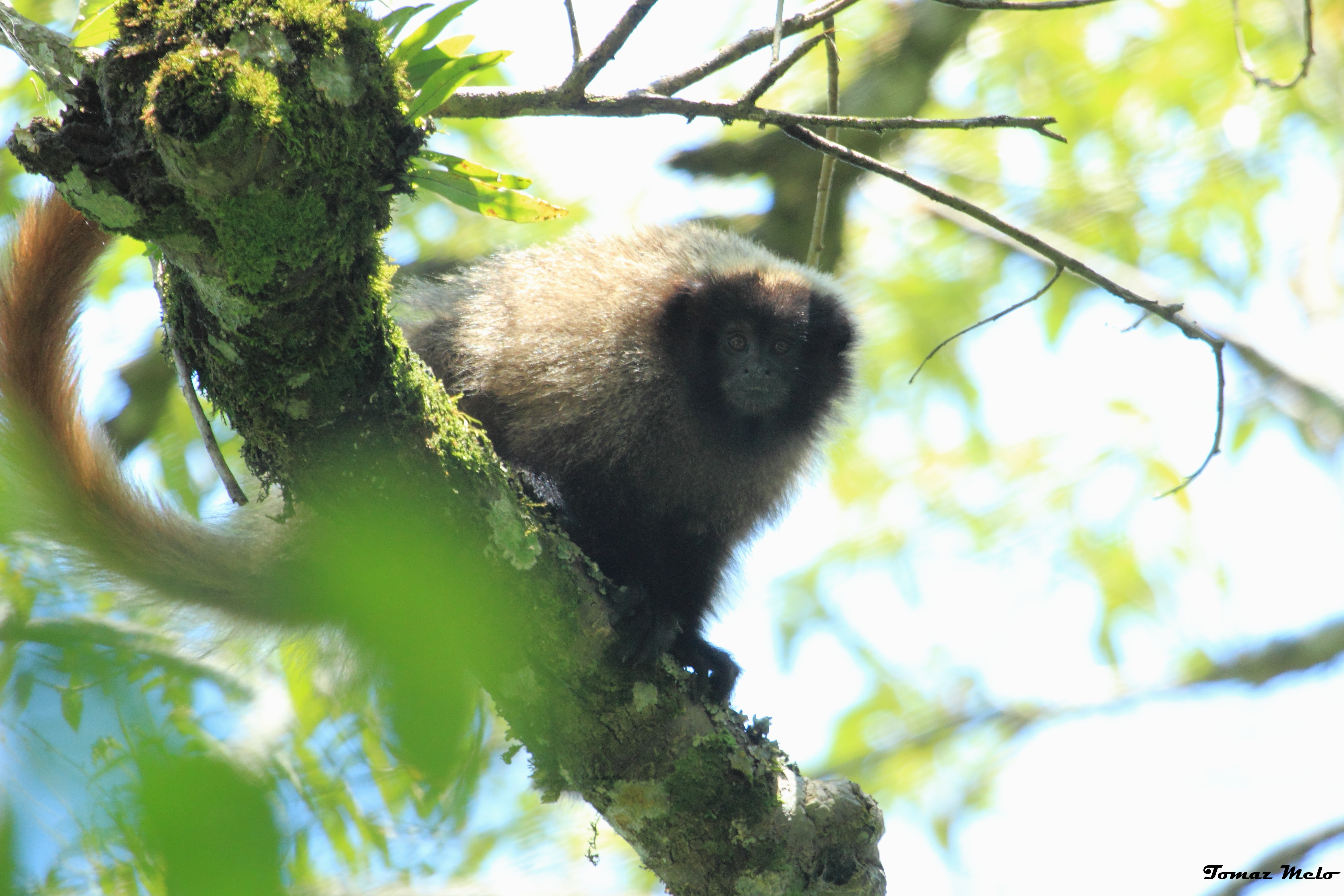
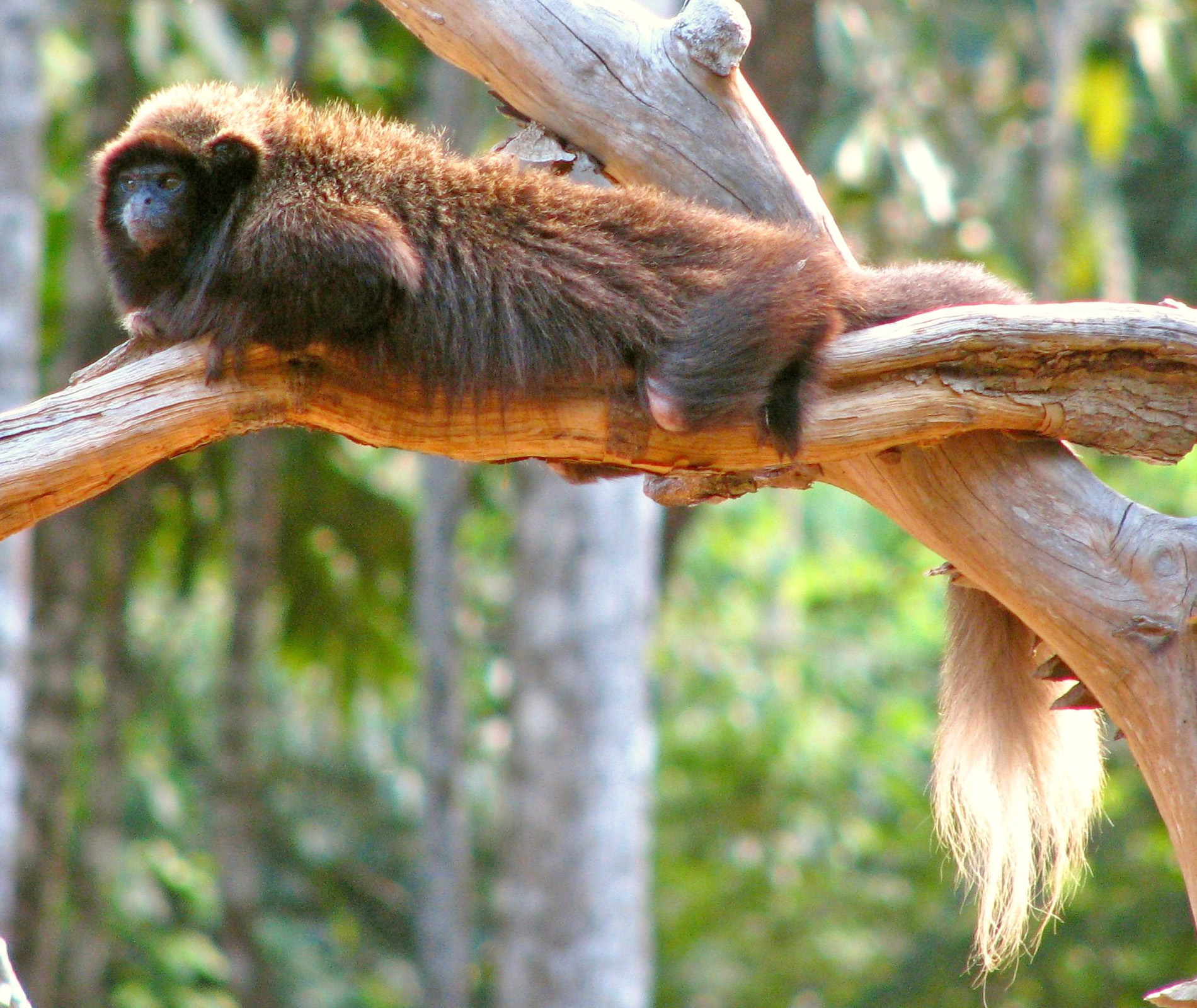
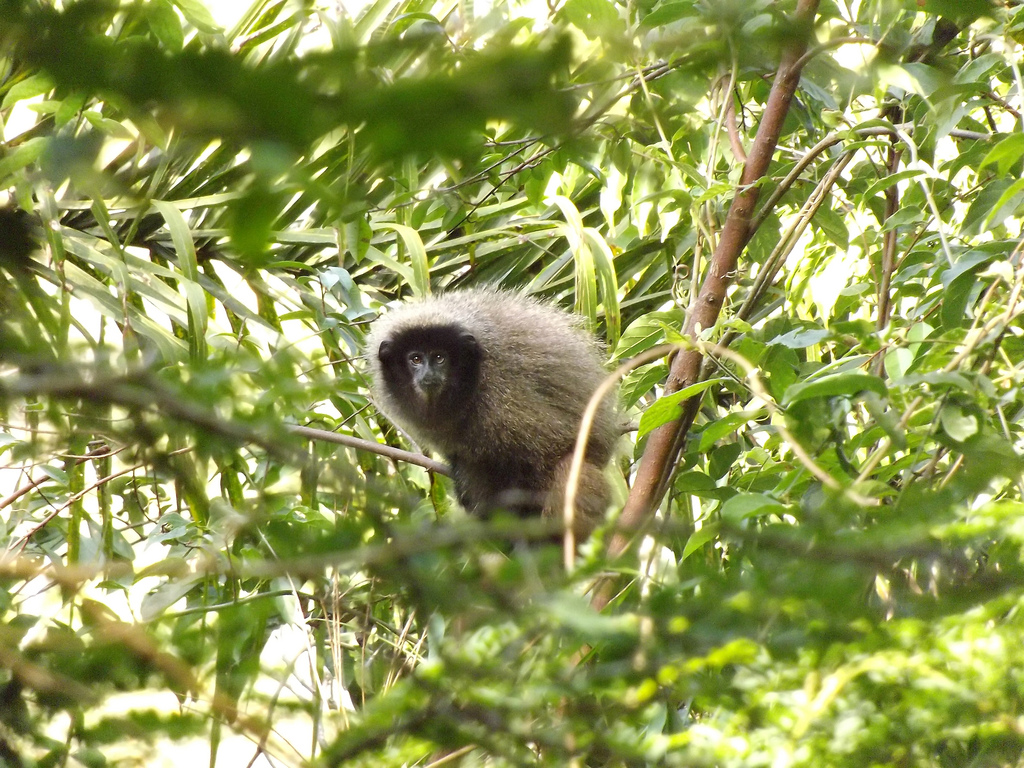